# Mercedes-Benz Classe CL
La Classe CL è un'automobile di lusso tedesca prodotta da Mercedes-Benz dal 1996 al 2013 come versione coupé della Classe S; difatti adotta lo stesso pianale di quest'ultima, accorciato di 8,5 cm.
Di questo modello sono state presentate tre serie, riconoscibili anche dalle sigle progettuali C140 per la prima serie prodotta sino al 1999, C215 per la seconda in catalogo sino al 2006 e C216 per la serie più recente prodotta dal 2006 alla fine del 2013.
Ha una linea molto filante, con il tetto curvo e i vetri laterali senza montante centrale e un frontale importante, segni distintivi che la accomunano alla progenitrice "SEC" che va a sostituire.
L'abitabilità è quasi come quello della berlina di lusso Classe S, da cui deriva.

## Le serie

### Prima serie (C140, 1996 - 1999)
La serie C140 è stata prodotta dal marzo del 1992 fino al gennaio del 1999 e, dal 1996, prese per la prima volta la denominazione di CL sostituendo le denominazioni precedentemente in uso

### Seconda serie (C215, 1999-2006)
Nell'ottobre del 1999 fu messa in commercio l'erede della C140, la C215, e questo modello fu completamente nuovo, sia esteticamente che internamente, poiché Mercedes-Benz in quegli anni ridisegnò tutta la gamma delle sue vetture, dotandole di un nuovo look più arrotondato, moderno e sportivo. Quindi non fa eccezione la nuova Classe CL, sempre derivata dalla classe S e chiamata spesso anche la Classe S coupé come succedeva anche con il modello precedente.
Con questa vettura Mercedes-Benz si fa anche conoscere, sotto il punto di vista promozionale, nella Formula 1: la CL 55 AMG viene infatti utilizzata come Safety Car. Tutti i modelli sono omologati con la normativa anti-inquinamento Euro 3. Nel Settembre del 2002 tutti i modelli vengono omologati con la normativa Euro 4.

### Terza serie (C216, 2006-2013)
Nel settembre 2006 viene messe in vendita la nuova Mercedes CL, ovvero la C216. Segue lo stile della Mercedes Classe S, ma introduce un frontale che ricorda molto l'antenata SEC in quanto a proporzioni. La nuova CL misura 5065 mm di lunghezza, 1871 mm di larghezza, 1419 mm di altezza e un passo di ben 2955 mm dando uno spazio interno degno dell'ammiraglia Classe S da cui deriva. Anche gli interni riprendono il nuovo disegno della classe S, con curve forti e decine e decine di tasti sparsi per l'interno dandole un tocco da supercar, come succedeva anche nei precedenti CL.
Si è trattato dell'ultima serie della Classe CL: nel dicembre del 2013 l'ultimo esemplare è uscito dalla linee di montaggio Mercedes-Benz e nella primavera dell'anno seguente è stata introdotta la serie C217, che però non ha mantenuto la sigla CL, ma è ritornata alla vecchia denominazione S Coupé, come fece a suo tempo la C140 per alcuni anni.